# Красномостівське сільське поселення
Кра́сномо́стівське сільське поселення (рос. Красномостовское сельское поселение) — муніципальне утворення у складі Кілемарського району Марій Ел, Росія. Адміністративний центр — селище Красний Мост.

## Населення
Населення — 695 осіб (2019, 806 у 2010, 863 у 2002).

## Склад
До складу поселення входять такі населені пункти:
| Населений пункт      | Населення, осіб (2002) | Населення, осіб (2010) |
| -------------------- | ---------------------- | ---------------------- |
| Красний Мост, селище | 287                    | 260                    |
| Кундиський, селище   | 114                    | 77                     |
| Озерний, селище      | 435                    | 454                    |
| Шаптунга, присілок   | 11                     | 8                      |
| Шушер, селище        | 16                     | 7                      |